# Ледрю дез Эссар, Франсуа Рош
Франсуа Рош Ледрю дез Эссар (фр. Francois Roch Ledru des Essarts; 1765—1844) — французский военный деятель, дивизионный генерал (1811 год), барон (1809 год), пэр (1835 год), участник революционных и наполеоновских войн. Имя генерала выбито на Триумфальной арке в Париже.

## Биография

### Восхождение (1792—1804)
Сына нотариуса из захолустного городка Шантене Андре Ледрю (фр. André Jean Ledru; 1736—) и его супруги Франсуазы Ленуар (фр. Françoise Magdeleine Lenoir; 1736—). Учился у ораторианцев Ле-Мана. Собирался стать адвокатом.
8 августа 1792 года отказался от заманчивых перспектив, которые сулила ему юридическая практика, бросил учёбу и записался во 2-й батальон волонтёров департамента Сарта. Поводом к столь резкой смене жизненного курса стал знаменитый декрет Законодательного собрания «Отечество в опасности», выпущенный 11 июля того же года. К тому моменту Франция оказалась один на один с мощной коалицией ведущих европейских монархий, ничуть не скрывавших своего намерения покончить с Революцией и вернуть Бурбонов на престол. Армия санкюлотов, лишённая толковых командиров (прежние, выходцы из дворянского сословия, либо подали в отставку, либо эмигрировали) объективно не могла оказать достойного сопротивления неприятелю. Лакуны в офицерском составе планировалось заполнить за счёт патриотически настроенных молодых людей, готовых самоотверженно сражаться за революционные идеалы. Таких среди добровольцев 1792 года было хоть отбавляй. К их числу относился и Франсуа. Преисполненный юношеским максимализмом, жаждой приключений и беззаветной любовью к родине он выбрал свою судьбу. Вернее, Судьба выбрала его.
Уже 8 сентября 1792 года Франсуа Роша избрали капитаном. С октября он участвовал в обороне Лилля. Затем под командованием генерала де Флера ему довелось штурмовать укрепления Бреды (февраль 1793 года). Осенью того же года Ледрю дез Эссар отличился при Ондскоте (6—7 сентября) и при Ваттиньи (16 октября).
После получения очередного звания командира батальона 6 июня 1794 года Франсуа был направлен в Арденнскую армию, которой предстояло покрыть себя славой в сражении у Шарлеруа (16 июня 1794 года). После захвата Маастрихта батальон Ледрю дез Эссара перевели в Кобленц, где объединили с 19-м пехотным полком, который, в свою очередь, был включён в 55-ю полубригаду линейной пехоты. Боевое крещение новое соединение приняло под Майнцем, а в начале 1797 года полубригаду включили в состав дивизии Бернадотта, сражавшейся в Италии.
Закрепив за собой репутацию храбрых воинов после битвы при Тальяменто (16 марта 1797 года), взятии крепости Градиска (19 марта) и боях с австрийскими кавалеристами на реке Изонцо, солдаты Ледрю дез Эссара расположились на постой в Граце.
Вплоть до подписания мира в Кампо-Формио (17 октября 1797 года) 55-я полубригада оставалась не у дел. После провала экспедиции на Корфу Франсуа вместе со своим подразделением был переведён в Римскую армию генерала Шампионне. В ходе кампании в Абруццо 55-я полубригада принимала участие во взятии Модены и битве при Треббии. За проявленное мужество и отвагу 19 июня 1799 года Ледрю дез Эссару было присвоено звание полковника.
Весь 1800 год Франсуа Рош воевал под началом генералов Массены и Сюше. Именно Ледрю дез Эссару поручили преследовать австрийцев, снявшихся с позиций в районе реки Вар после вести о поражении соотечественников при Маренго. Не давая противнику опомниться, командир 55-й полубригады окружил и принудил к капитуляции два венгерских пехотных батальона.
По окончании активной фазы боевых действий в Италии Ледрю дез Эссар недолго квартировал в брюггском лагере, а затем совершил переход к Флиссингену, которому угрожал британский флот. Наконец, его измученные боями и бесконечными маршами солдаты были размещены в Булони, и 29 августа 1803 года стали частью 1-й пехотной дивизии Сент-Илера в лагере Сент-Омер.

### Первые войны Империи (1805—1809)
В 1805 году мирному сосуществованию наций был положен конец. Австрия и Россия, финансируемые Великобританией, вновь решили бросить вызов Франции. Однако на этот раз союзникам пришлось иметь дело не с полуголодными и раздетыми революционными войсками, но с хорошо обученными воинами, во главе которых стоял гениальный полководец.
29 августа 1805 года дивизия вошла в состав 4-го армейского корпусо маршала Сульта Великой Армии. 55-й линейный выступил из Булонского лагеря. Форсировав Дунай у Донаувёрта, солдаты Франсуа двинулись к Меммингену и приняли участие в его захвате. Они же были среди тех, кто взял в кольцо австрийцев, заперевших себя в Ульме. После капитуляции генерала Макка 55-й линейный получил предписание выдвигаться к Вене и далее следовать через Холлабрунн в направлении Цнайма, Никольсбурга, Брюнна и Вишау.
Как известно, своё стратегическое, тактическое и, самое главное, моральное превосходство над противником Наполеон, в полной мере, проявил в ходе генерального сражения под Аустерлицем. Блистательно проведённая операция по уничтожению объединённой русско-австрийской армии принесла славу не только французскому императору, но и его армии, по праву называвшейся Великой. В тот знаменательный день соединение Ледрю дез Эссара находилось на крайнем левом фланге корпуса Сульта. Вместе с 43-м линейным полком ему было предписано атаковать позиции русских войск на Пратценских высотах. Уже в самом начале битвы бригада понесла ощутимые потери. Осколком вражеского ядра был сражён её командир, генерал Варе. Тогда, не растерявшись, Ледрю дез Эссар ободрил остановившихся в замешательстве солдат и повёл их вперёд. В течение получаса, он захватил 14 орудий противника, лишившись при этом 300 человек убитыми и ранеными. Чуть позже он овладел замком в Сокольнице, а потом сосредоточил огонь на неприятеле, в беспорядке отступавшем по тонкому льду озера Мёниц.
Доблесть и находчивость в бою принесли Ледрю дез Эссару чин бригадного генерала 24 декабря 1805 года и новое назначение. После заключения Пресбургского мира он отбыл в Пассау, где 13 марта 1806 года принял командование над первой бригадой 3-дивизии Леграна. В 1806 году новоиспечённый генерал успел померяться силами с пруссаками под Йеной (14 октября, прибыв к концу баталии) и Любеком (6 ноября). Следующий год оказался для Ледрю дез Эссара весьма удачным в карьерном отношении. 6 февраля 1807 года его военным талантам нашлось применение в бою у Хофа. Генералу удалось разбить пехотный полк противника и отразить шесть атак русской кавалерии, а также захватить 4 вражеских орудия. При Эйлау Ледрю дез Эссар во главе своей бригады (26-й лёгкий полк и батальоны стерлков По и Корсики) сражался неподалёку от городского кладбища, был тяжело ранен и ошибочно занесён в списки погибших.
В строй генерал вернулся лишь в начале июня и сразу же заявил о себе в сражении при Гейльсберге. В разгар битвы его подразделения образовали огромное каре, в центре которого, спасаясь от русских конников, нашли убежище маршалы Мюрат и Сульт, генералы Лассаль, Эспань и Бельяр, а также более сотни офицеров штаба. Кампания 1807 года для Ледрю дез Эссара завершилась в Кёнигсберге, во взятии которого он принял самое деятельное участие.
В апреле 1808 года Наполеон подарил генералу поместье в Вестфалии с 10 тысячами франков чистого дохода, а через год сделал бароном Империи. Обласканный «великим похитителем Европы» Ледрю дез Эссар вскоре доказал, что не зря удостоился подобных почестей.

### От Вены до Москвы (1809—1812)
Накануне войны с Австрией бригада Франсуа (26-й лёгкий и 18-й линейный полки) была прикреплена к корпусу маршала Массены. Через два дня после того как войска эрцгерцога Карла форсировали Инн и вторглись в Баварию, Ледрю дез Эссар, назначенный командиром авангарда корпуса, перёшел Лех у Ландсберга, а затем получил приказ двигаться сначала к Аугсбургу, а затем к Ландсхуту. У этого города 20 апреля состоялось крупное сражение, в котором корпус Массены действовал крайне неуверенно, дав возможность австрийцам беспрепятственно переправиться через Изар и сжечь за собой мосты. При Эберсберге (3 мая) герцог Риволийский был более расторопным: бригада Ледрю дез Эссара стремительным броском пересекла реку Траун и выбила австрийские части из замка, возвышавшегося над местностью и потому представлявшего особую ценность для французов. 21 и 22 мая 1809 года бригада Франсуа Роша мужественно защищала горящий Асперн от превосходящих сил противника. В этом сражении генерал был контужен и весь июнь восстанавливал силы в лагере на острове Лобау.
30 июня, прикрывая понтонёров, возводивших мост через небольшой рукав Дуная, Франсуа был обстрелян отрядом австрийцев, засевших в находившемся неподалёку редуте. Одна из пуль задела шею генерала, но, к счастью, ранение оказалось не смертельным. Проведя полтора месяца под пристальным наблюдением врачей, выздоровевший Ледрю дез Эссар отбыл в Вену, где присутствовал на празднествах по случаю дня рождения императора Наполеона.
18 января 1810 года Франсуа Рош получил распоряжение отбыть в лагерь Сент-Омер, где вновь возглавил первую бригаду в дивизии Леграна.
31 июля 1811 года Ледрю дез Эссар, наконец и, сам смог примерить мундир дивизионного генерала. С 15 сентября он руководил 2-й дивизией в Булони, а затем начальствовал над 10-й пехотной дивизией обсервационного корпуса Армии Берегов Океана (с 10 января 1812 года), с которой ему суждено было дойти до Москвы.
Путь до древней русской столицы был для французов долог и тернист. Для Ледрю дез Эссара он лежал через Красный, Смоленск, Валутину гору и Бородино.
С начала ноября 1812 года корпус Нея находился в арьергарде отступавшей Великой армии. Умирающие от голода и болезней солдаты Франсуа, тем не менее, с честью выполняли свой долг, отражая постоянные нападения казаков, которые стали настоящим кошмаром для французов и их союзников.
Ледрю дез Эссар одним из последних пересёк Березину, до того как поступил приказ об уничтожении мостов. Он же был единственным из генералов 3-го корпуса, сохранившим способность стоять на ногах ко времени окончания Русского похода.

### Кампания в Германии (1813). Битва за Францию (1814)
В начале 1813 года дез Эссар, находясь в Кюстрине, формировал новые батальоны из обломков некогда грозного многонационального воинства. 1 апреля он, вместо генерала Жерара, занял пост командира 31-й пехотной дивизии из корпуса маршала Макдональда. В мае Ледрю дез Эссар участвовал в двухдневном сражении при Бауцене (20-21 мая).
Непродолжительный период затишья, последовавший после столь громких и неожиданных побед французской армии, в скором времени опять сменился грохотом канонады. Воодушевлённая прежними успехами дивизия Ледрю, насчитывавшая к середине 1813 году около 7 тысяч человек при 28 орудиях, являла чудеса храбрости в «битве народов» и в бою при Ханау, в котором едва оправившийся после ранения под Лейпцигом дез Эссар успешно теснил баварцев, заблокировавших французам выход из Ламбуаского леса.
В 1814 году война велась уже на территории Франции, однако Наполеон и его «мари-луизы» продолжали ожесточённо сопротивляться. В спешном порядке ремонтировались старые и возводились новые укрепления вокруг Парижа. Так, Ледрю дез Эссар получил приказ организовать оборону Мо, а затем Бельвиля (30 марта 1814). Все эти приготовления, разумеется, не могли остановить рвущихся к столице союзников.

### На службе у Бурбонов (1814—15; 1815—1832). Последние годы жизни
Отречение Наполеона не поставило крест на карьере Ледрю дез Эссара. Бурбоны стремились привлечь генерала на свою сторону, наградив его орденом Святого Луи, орденом Почётного легиона для высших офицеров и доверив ему 29 июля должность командующего 1-м военным округом в Париже.
Королевские милости, тем не менее, не помешали Ледрю примкнуть к Наполеону в период Ста дней. 6 апреля 1815 года император направил генерала в Альпийскую армию, к маршалу Сюше. 10 июня на дез Эссара была возложена миссия по защите Лиона.
Разгром при Ватерлоо привёл ко второй (и окончательной) кончине Первой империи. Франсуа Рош лишь по чистой случайности не попал под каток репрессий, начавшихся после возвращения в Тюильри «ничего не забывших и ничему не научившихся» Бурбонов. Целый год генерал тщетно ждал нового назначения, и только в конце июля 1816 года король вспомнил об опытном офицере и назначил его генерал-инспектором пехоты в 19-й военный округ. В 1817 году дез Эссар занимался организацией трёх швейцарских полков, которые взяла на содержание французская корона. С 1818 года Франсуа Рош снова оказался не у дел. Через год его направили в Гренобль, где он непродолжительное время командовал 7-й пехотной дивизией.
3 ноября 1827 года Карл X наградил Франсуа Роша Большим крестом ордена Почётного легиона. Ещё пять лет он служил при Генеральной инспекции пехоты, а 11 июня 1832 года вышел в отставку.
23 апреля 1844 года Франсуа Рош Ледрю дез Эссар, барон Империи и пэр Франции (с 11 сентября 1835 года), скончался, не дожив четырёх месяцев до своего 80-летия. Тело генерала покоится на кладбище городка Дравей, что в 18 км к югу от Парижа. В самой же французской столице табличка с его именем украшает южный свод Триумфальной Арки.

## Воинские звания
- Солдат (8 августа 1792 года);
- Капитан (8 сентября 1792 года);
- Командир батальона (6 июня 1794 года);
- Полковник (19 июня 1799 года);
- Бригадный генерал (24 декабря 1805 года);
- Дивизионный генерал (31 июля 1811 года).

## Титулы
- Барон дез Эссар и Империи (фр. baron des Essarts et de l'Empire; декрет от 19 марта 1808 года, патент подтверждён 24 февраля 1809 года в Париже)[10].

## Награды
Легионер ордена Почётного легиона (11 декабря 1803 года)
 Офицер ордена Почётного легиона (14 июня 1804 года)
 Коммандан ордена Почётного легиона (11 июля 1807 года)
 Кавалер ордена Железной короны (8 июня 1809 года)
 Кавалер военного ордена Святого Людовика (2 июня 1814 год)
 Великий офицер ордена Почётного легиона (29 июля 1814 года)
 Большой крест ордена Почётного легиона (3 ноября 1827 года)